# Кидёш
Кидёш (укр. Кідьош, венг. Kígyós, прежние названия Куйош, Змеевка) — село в Береговской городской общине Береговского района Закарпатской области Украины.
Население по переписи 2001 года составляло 895 человек. Занимает площадь 1,3 км².

## История
По легенде, село возникло на месте монастыря, основанного в XII веке королём-изгнанником Соломоном (внуком Ярослава Мудрого, сына венгерского короля Эндре I и киевской княжны Анастасии Ярославны).
С XVI века имело статус местечка, с 1551 года — собственную печать с гербом: на красном фоне — золотой змей, извивается вверх (символ воспроизводит название поселения: «Кидёш» с венгерского — «змеиный»).
В 1946 году указом ПВС УССР село Кидешов переименовано в Змиевку.
В 1991 году селу возвращено историческое название.